# سینتیا اولاورریا
سینتیا اولاورریا (انگلیسی: Cynthia Olavarría؛ زادهٔ ۲۸ ژانویهٔ ۱۹۸۶) هنرپیشه اهل پورتوریکو است.